# Naomi Wolf
Naomi Wolf (San Francisco, 12 novembre 1962) è una giornalista, scrittrice e consulente politico statunitense.
Autrice originariamente di tendenza liberalsocialista e femminista, nonché consulente politico di Al Gore e Bill Clinton, successivamente aderì alle opinioni della destra americana di Donald Trump e dell’ideologo Steve Bannon. Wolf divenne famosa per la prima volta nel 1991 come autrice di The Beauty Myth. Grazie al libro, divenne portavoce di quella che fu in seguito descritta come la terza ondata del movimento femminista. Femministe di spicco come Gloria Steinem e Betty Friedan hanno elogiato il libro; altri, tra cui Camille Paglia e Christina Hoff Sommers, lo hanno criticato. Da allora ha scritto altri libri, tra cui il bestseller The End of America nel 2007 e Vagina: A New Biography.

## Biografia
Naomi Rebekah Wolf è nata nel 1962 a San Francisco, California, da una famiglia ebraica. Sua madre è Deborah Goleman Wolf, un'antropologa e autrice di The Lesbian Community. Suo padre era Leonard Wolf, uno studioso di romanzi horror gotici di origine rumena, membro della facoltà della San Francisco State University e traduttore yiddish. Leonard Wolf è morto a causa della malattia di Parkinson il 20 marzo 2019. Wolf ha un fratello, Aaron, e un fratellastro, Julius, dalla precedente relazione di suo padre; rimase un segreto fino a quando la Wolf non ebbe 30 anni.
Nel 1991, Wolf ha guadagnato l'attenzione internazionale come portavoce della terza ondata femminista dopo la pubblicazione del suo primo libro, Il mito della bellezza, un bestseller internazionale. Il New York Times lo definì "uno dei settanta libri più influenti del XX secolo". In questo libro, la Wolf sostiene che la "bellezza" come valore normativo è costruita socialmente e che il patriarcato ne determina il contenuto con l'obiettivo di mantenere la sottomissione delle donne.
La sua carriera giornalistica è iniziata nel 1995, e ha trattato argomenti come l'aborto, il movimento Occupy Wall Street, Edward Snowden e l'ISIS. Ha scritto per media come The Nation, The New Republic, The Guardian e The Huffington Post. È stata anche consigliere del politico Al Gore, vicepresidente degli Stati Uniti dal 1993 al 2001.
Dal 2014 circa, Wolf è stata descritta dai media come una sostenitrice della teoria del complotto ed è stata criticata per aver pubblicato delle fake news su temi e argomenti tra i quali le decapitazioni effettuate dall'ISIS, l'epidemia di virus Ebola dell'Africa occidentale ed Edward Snowden. La Wolf si è opposta alle misure di confinamento nel mondo dovute alla pandemia di COVID-19 e ha criticato i vaccini COVID-19 esprimendo teorie complottiste anche contro gli obblighi vaccinali . Nel giugno 2021, il suo account Twitter è stato sospeso per aver pubblicato delle fake-news anti-vaccino.

## Pubblicazioni

### Edizioni originali
- Naomi Wolf, The Beauty Myth: How Images of Beauty are used Against Women, New York, Perennial, 2002  [1990], ISBN 978-0-06-051218-7.
- Naomi Wolf, Fire with Fire: The New Female Power and How To Use It, New York, Fawcett Columbine, 1994, ISBN 978-0-449-90951-5.
- Naomi Wolf, Promiscuities: A Secret History of Female Desire, London, Vintage, 1998, ISBN 978-0-09-920591-3.
- Naomi Wolf, Misconceptions: Truth, Lies, and the Unexpected on the Journey to Motherhood, New York, Doubleday, 2001, ISBN 978-0-385-49302-4.
- Naomi Wolf, The Treehouse: Eccentric Wisdom from my Father on How to Live, Love, and See, New York, Simon & Schuster, 2005, ISBN 978-0-7432-4977-5.
- Naomi Wolf, The End of America: Letter of Warning to a Young Patriot, White River Junction, Vermont, Chelsea Green Pub, 2007, ISBN 978-1-933392-79-0.
- Naomi Wolf, Give me Liberty: A Handbook for American Revolutionaries, New York, Simon & Schuster, 2008, ISBN 978-1-4165-9056-9.
- Naomi Wolf, Vagina: A New Biography, New York, New York, Ecco, 2012, ISBN 978-0-06-198916-2.

### Traduzioni in italiano
- Maura Gancitano e Jennifer Guerra (a cura di), Il mito della bellezza, collana Hrönir, traduzione di Marisa Castino Bado, Tlon, 2022, ISBN 9788831498791.